# Деніел Портмен
Деніел Портмен (англ. Daniel Portman; нар. 13 лютого 1992, Глазго, Велика Британія) — шотландський теле та кіноактор. Найвідоміший своєю роллю в телесеріалі «Гра престолів», де зіграв Подріка Пейна.

## Біографія
Народився 1992 року в Глазго та виріс у Стратбунго. У школі був лідером команди з регбі. Після школи поступив до коледжу Ріда Керра в місті Пейслі, де отримав кваліфікацію з акторської майстерності.
У кіно знімається з 16 років. Першу роль виконав у фільмі «Вигнанець» 2010 року, де зіграв Пола. Після цього знявся в популярній шотландській мильній опері «Рівер-сіті». Другою роллю в кіно була невелика поява в комедії «Доля ангелів». У серпні 2011 року було оголошено, що Портмен буде виконувати роль Подріка Пейна (зброєносця Брієни Тарт) у телесеріалі «Гра престолів». 

## Фільмографія
| Рік       |   | Українська назва | Оригінальна назва | Роль                          |
| --------- | - | ---------------- | ----------------- | ----------------------------- |
| 2010      | ф | Вигнанець        | Outcast           | Пол                           |
| 2011      | с | Рівер-сіті       | River City        | Даррен                        |
| 2012      | ф | Частка ангелів   | The Angels' Share | друг Сніпера                  |
| 2012—2019 | с | Гра престолів    | Game of Thrones   | Подрік Пейн (35 епізодів)     |
| 2016      | ф | Подорож          | The Journey       | Касир                         |
| 2019      | ф | Роберт Брюс      | Robert the Bruce  | Ангус Ог                      |
| 2021      | с | Чергування       | Vigil             | Гері Волш (5 епізодів)        |
| 2022      | с |                  | The Control Room  | Ентоні (3 епізоди)            |
| 2023      | с | Чорне дзеркало   | Black Mirror      | Стюарт (Епізод: "Loch Henry") |